# Puffin Island
Puffin Island (Oileán na gCánóg in gaelico irlandese) è un'isola disabitata al largo delle coste del Kerry, in Irlanda, di cui fa parte.

## Geografia
L'isola è separata dalla terraferma dal  Puffin Sound, un braccio di mare di circa 250 metri di ampiezza. È lunga 1,5 km e larga 700 metri. Il suo punto più alto raggiunge i 159 m s.l.m..

## Tutela dell'ambiente

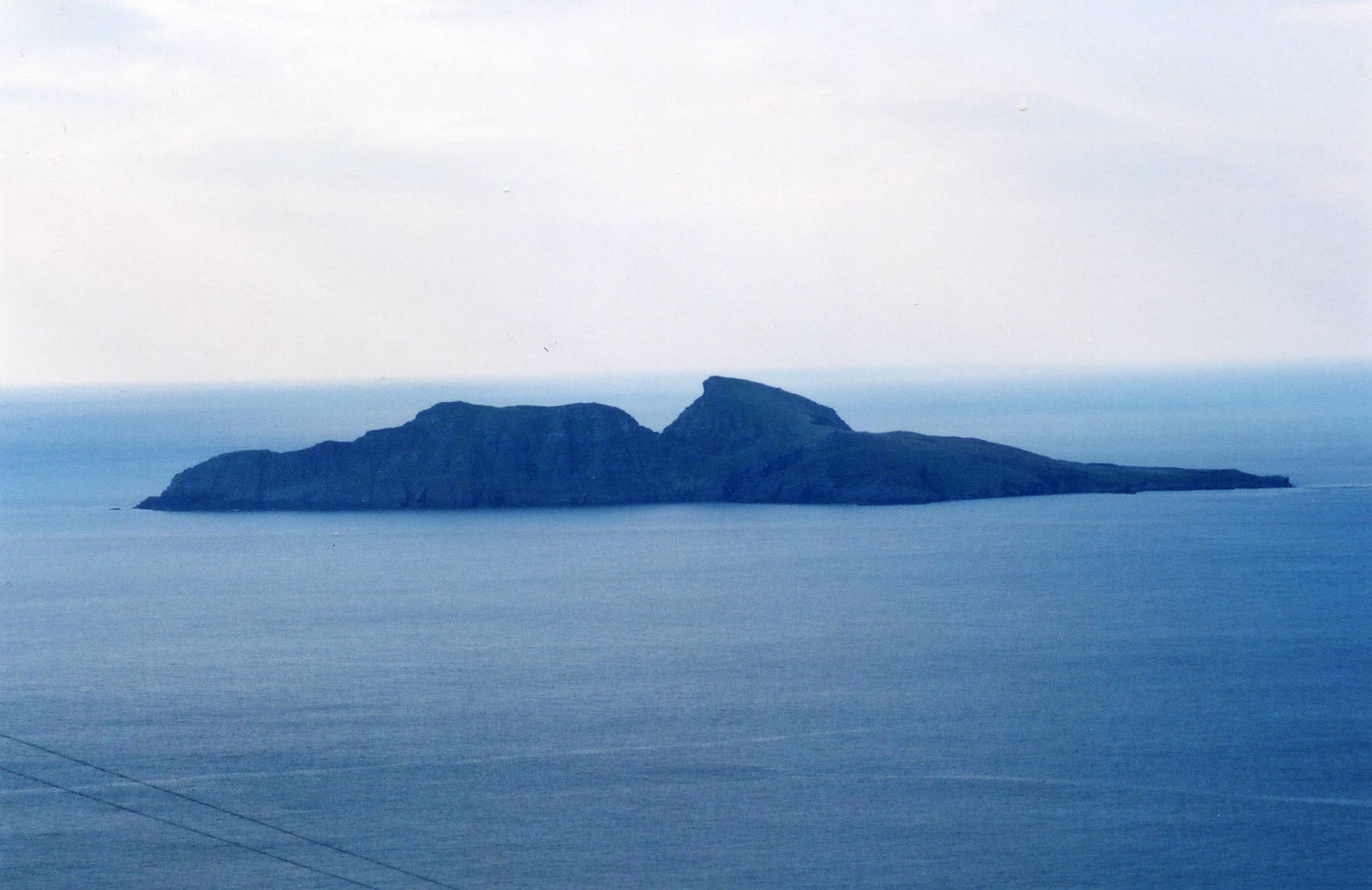
Un'altra veduta dell'isola

L'isola ospita importanti popolazioni di varie specie di uccelli marini, tra le quali la Fratercula arctica (puffin o pulcinella di mare), il Puffinus puffinus (berta minore atlantica) e Hydrobates pelagicus (uccello delle tempeste europeo). Nei primi anni ottanta vi è stata istituita una riserva naturale su iniziativa dell'organizzazione conservazionista irlandese BirdWatch Ireland.

## Trasporti
L'isola viene raggiunta da imbarcazioni turistiche che partono dall'isola di Valentia.

## Storia
Sull'isola sono presenti le rovine di alcune antiche abitazioni e sono state effettuate ricerche archeologiche.